# Мирослав Магола
Мирослав Магола (пол. Miroslaw Magola), 29 мая 1958, Польша — польский уникум, известный под именем «Magnetic Man», но по сути — фокусник.
Фокусник Мирослав утверждает, что нарушает законы гравитации. Он неоднократно демонстрировал свои фокусы перед телезрителями многих стран мира. Мирослав способен поднимать предметы с пола одним лишь прикосновением, не применяя никаких дополнительных средств.

## Телепередачи
RTL Hessen — Live (Германия) «magisches Hessen» (репортаж), 1994 г.
Pro 7 — Television (Германия) Arabella (Ток-шоу), 1995 г.
ITV (Великобритания) «Beyond Belief» (Реалити-шоу), 1996 г.
Bizarre Magazine «Mind over matter» (Статья), 2000 г.
SF1 (Телевидение Швейцарии) «Tagesschau» (репортаж), 2002 г.
Telebasel (Swiss Television) «7 vor 7» (Репортаж), 2002 г.
Fuji Television (Япония) «Unbelievable», 2008 г.
Sat.1 Television (Германия) Clever spezial (Шоу-Программа), 2009 г.
TF1 Television (Франция) «La soirée de l'étrange» (Реалити-шоу), 2009 г.